# Un correspondant
Pour les articles homonymes, voir Correspondant.
Un correspondant (en russe : Korrespondent) est une nouvelle d’Anton Tchekhov, parue en 1882.

## Historique
Un correspondant est publié initialement dans la revue russe Le Réveil-matin, nos 20 et 21, des 20 et 27 mai 1882, sous le pseudonyme Antocha Tchekhonte. Aussi traduit en français sous le titre Le Journaliste.

## Résumé
Le bal a commencé à huit heures, l’orchestre a joué sans interruption jusqu’à une heure du matin. Les hommes sont ivres et tournent leurs regards vers le correspondant local des journaux moscovite, Ivan Nikititch, un vieillard pauvre et tranquille que l'on invite dans les fêtes par compassion.
Ce soir, on l'oblige à boire de la vodka, on lui renverse du sel sur la tête, on le jette en l’air. L’ambiance est bon enfant, on lui demande un discours, il obtempère.
Il remercie l’assemblée, donne des conseils au fiancé, puis commence une longue description du métier de journaliste : il écrit très peu d’articles, car il ne se passe rien dans la ville de T. Il se souvient qu'en 1846, il avait été rossé à cause d’un article par les bourgeois de la ville et avait dû faire trois mois d’hôpital et aussi qu'il a fait trois jours de prison pour avoir dénoncé les abus d’untel.
Ce soir, il promet à Ivan Stépanovitch un article sur lui s’il fait un don à l’école. Ivan promet deux mille roubles, mais veut que l’article soit écrit immédiatement. Nikititch rentre chez lui, réveille sa fille et commence l’article.
Le lendemain à huit heures, il se présente chez Ivan Stépanovitch avec son article terminé. C’est un article flatteur, mais quand Ivan Stépanovitch s’aperçoit qu’il est le dernier dans la liste des donateurs de la future école, il jette dehors Nikititch.

## Édition française
Un correspondant, traduit par Madeleine Durand avec la collaboration d’E. Lotar, Vladimir Pozner et André Radiguet, dans le volume Premières nouvelles, Paris, 10/18, coll. « Domaine étranger » no 3719, 2004  (ISBN 2-264-03973-6)